# Бельджамен
Бельджамен — город Золотой Орды, название которого известно только из восточных источников. Некоторые исследователи отождествляют его с Водянским городищем, расположенным на правом берегу Волги в 2 км севернее г. Дубовка Волгоградской области, другие — с Мечётным городищем на территории современного Волгограда. Возможно, именно этот город обозначался в русских летописях как Бездеж.

## Идентификация Бельджамена с Водянским городищем
Н. А. Толмачёв первым из исследователей в 1889 году предположил, что под Водянским городищем кроется древний город Бельджамен. Он основывал свои выводы на сообщении арабского географа Абульфеды, который в 1321 году писал: «Река Итиль, протекши вблизи Булгара, в дальнейшем ходе омывает лежащий на её берегу небольшой город Укек, затем, продолжаясь к югу, протекает близ деревни Бельджамен, а затем поворачивает к юго-востоку и протекает с юго-западной стороны Сарая».
Мысль Н. А. Толмачёва была одобрена членом Саратовской учёной архивной комиссии Ф. Ф. Чекалиным, который искал соответствия между итальянскими картами XIV—XV веков и хорошо известными ему археологическими памятниками Поволжья. Локализация города подтверждается и описаниями похода Тимура в 1395 году на Золотую Орду, войско которого должно было пройти через место наибольшего сближения Волги и Дона, где и находится Водянское городище.
Дополнительные аргументы отождествления дает топонимика. Название Бельджамен можно перевести как «город дубов» или «дубовый город», а название возникшего в XVII веке поблизости посёлка Дубовка является переводом золотоордынского Бельджамен. Название связано с зарослями дубов, которые покрывали прибрежные районы Волги в этом месте, остатки которых в районе Дубовки сохранились до настоящего времени.

## О городе Бездеж
Город Бельджамен можно отождествить с золотоордынским городом Бездеж, упоминающимся в русских летописях. Д. Ф. Кобеко доказал, что город Бездеж был расположен севернее Сарая ал-Джедид. Вероятно, что русские называли Бездежем именно Бельджамен, что косвенно подтверждает анализ различных летописных данных.

## Расположение города
Город занимал очень удобное географическое положение в месте максимального сближения Волги с Доном (около 70 километров), что привело к возрождению волгодонской переволоки теперь уже под ордынским контролем. Купеческие речные караваны, шедшие вверх по Дону из Чёрного и Азовского морей, могли здесь с наименьшей затратой сил переправлять товары и суда на Волгу, по которой они могли направляться в обе золотоордынские столицы и в более далёкие страны: Хорезм, Монголию и Китай. Художники братья Григорий и Никанор Чернецовы, совершившие в XIX веке путешествие по Волге, именно в Дубовке зарисовали процесс переволоки судов из Волги в Дон.
Через Бельджамен проходил сухопутный торговый путь из Западной Европы, по которому в своё время приехал Плано Карпини. Другая активно используемая торговая дорога вела по Волге в Булгар, на Урал по Каме и на Русь. Город был крупным перевалочным пунктом и играл значительную роль не только во внутренней, но и во внешней торговле Золотой Орды. Это особо отмечено на карте 1367 г. братьев Пиццигани тем, что к названию города добавлено определение «базар».

## Археологические исследования
Площадь городища превышает 500 тыс. м². В городище проходили длительные археологические исследования, они характеризуют город как развитый и благоустроенный. В археологическое исследование городища внесли свой вклад такие учёные как Г. А. Фёдоров-Давыдов и В. Л. Егоров. В городе, кроме жилых домов, было найдено каменное здание мечети площадью 900 м², три мавзолея, баня с водопроводом и разнообразные ремесленные мастерские.
Особенный интерес связан с русским кварталом, в котором жили пленные, превращенные в рабов. Стратиграфия археологических напластований позволила установить, что начало городу положили русские пленные, жившие в землянках. При росте города русский квартал был ликвидирован, а его площадь заняли монументальные жилые и общественные постройки.
На южной окраине города обнаружен недостроенный земляной вал со рвом. Обычно ордынские города не укреплялись. Эти сооружения относятся, вероятно, ко времени междоусобной войны в Золотой Орде в 1360—1370-х годах. В этот период вокруг некоторых ордынских городов были поспешно выстроены не очень надёжные укрепления. Город был разрушен во время похода Тимура 1395 года, что подтверждается обнаруженными следами пожарищ и скелетами защитников города.